# گوهلیس
گوهلیس (به آلمانی: Gohlis) یک منطقهٔ مسکونی در آلمان است که در لایپزیگ واقع شده‌است. گوهلیس ۳۸٬۵۹۲ نفر جمعیت دارد.